# Seznam švicarskih zoologov
Seznam švicarskih zoologov.

## B
- Johann Büttikofer (1850—1929)

## H
- Ernst Hadorn (1902—1976)

## K
- Albert von Kölliker (1817—1905)

## P
- François-Jules Pictet de la Rive (1809—1872)
- Adolf Portmann (1897—1982)